# Jan Van den Nieuwenhuijzen
Jan Van den Nieuwenhuijzen (né le 4 décembre 1914 à Turnhout et mort le 26 juillet 1988 à Anvers) est un chef d'entreprise et homme politique belge.

## Mandats et fonctions
- Président de l'Unie van Zelfstandige Ondernemers dans l'arrondissement d'Anvers
- Membre du Sénat belge : 1978-1981
- Membre du Parlement flamand

## Sources
- Ressource relative à la vie publique :   - Parlement flamand
- Biografische fiche Jan Van den Nieuwenhuijzen op website Vlaams Parlement